# Vítovka
Vítovka (do roku 1949 Vítberk, německy Werdenberg) je vesnice, část města Odry v okrese Nový Jičín. Nachází se asi 3 km na sever od Oder. V roce 2009 zde bylo evidováno 94 adres. V roce 2001 zde trvale žilo 123 obyvatel.
Vítovka leží v katastrálním území Odry o výměře 14,17 km2.